# Albert von Buxhövden
Albert von Buxhövden, (łot. Alberts fon Bukshēvdens; zwany także Albertem Ryskim, Albertem Liwońskim i Biskupem Albertem; łot. Bīskaps Alberts; ur. 1165, zm. 17 stycznia 1229) – założyciel miasta Rygi (1201), trzeci biskup ryski w latach 1199–1229.
Założył zakon kawalerów mieczowych (łac. Fratres militiae Christi de Livonia, niem. Brüder der Ritterschaft Christi) w 1202 w oparciu o regułę templariuszy dla obrony i rozszerzania swojej diecezji. Przy jego pomocy podbił i chrystianizował Liwonię (dzisiejsza centralna Łotwa) przez ponad 27 lat. 25 lipca 1211 r. poświęcił kamień węgielny pod budowę kościoła (obecnie katedra protestancka).
Jego imieniem została nazwana ulica w Rydze, znana z zabytków architektury secesji.